# Dresdner Bank
La Dresdner Bank était une des plus importantes sociétés bancaires d'Allemagne, rachetée en 2009 par la Commerzbank.

## Historique
Elle est fondée en 1872 à Dresde. Puis son siège est transféré à Francfort. 
En 2001, la société d'assurance Allianz Group rachète la Dresdner Bank. 
En 2006, elle publie une étude qui démontre son implication dans le nazisme.
En septembre 2008, la Commerzbank annonce son rachat, l'acquisition est finalisée en 2009.

## Particularité
La Dresdner Bank possédait une très importante collection d'art, une partie fut accessible au public, l'autre partie étant détenue comme investissement. La Commerzbank, étant le nouveau propriétaire de cette collection, a vendu le chef-d’œuvre L'Homme qui marche d'Alberto Giacometti pour 65 001 250 livres sterling (ou 103 Mio US$).